# Divie
Der Divie ist ein Fluss in Schottland. Er entspringt in der Council Area Highland und mündet in Moray in den Findhorn.

## Geographie
Der Divie entspringt am Südosthang des 477 Meter hohen Carn Bad na Caorach auf einer Höhe von 426 Metern. Der Carn Bad na Caorach gehört zu den Kuppen entlang der nördlichen Flanke der Cairngorms und liegt gerade außerhalb des Cairngorms-Nationalparks. Der Divie fließt zunächst in nordnordöstlicher Richtung ab und schlägt nach etwa acht Kilometern eine vornehmlich nordwestliche Richtung ein. Sein Verlauf führt durch weitgehend unbesiedelte Regionen Highlands und Morays. Nach etwa 14 Kilometern, rund einen Kilometer östlich von Edinkillie, nimmt er den von rechts einmündenden Berry Burn auf. Zwei Kilometer flussabwärts mündet mit dem Dorback Burn der größte Zufluss von links ein. Nahe der Ortschaft Logie mündet der Divie von rechts in den Findhorn. Seine Gesamtlänge beträgt 19 Kilometer.

## Umgebung
In Edinkillie passiert der Divie die denkmalgeschützte Edinkillie Parish Church mit Edinkillie House. Weiter flussaufwärts liegen die Ruine von Dunphail Castle, eine Festung der Comyns, und die spätere Villa Dunphail House am rechten Ufer.
Insgesamt vier denkmalgeschützte Brücken überspannen den Divie. Die Bantrach Bridge quert den Fluss direkt unterhalb der Einmündung des Berry Burns. Der imposante Edinkillie Railway Viaduct wurde in den 1860er errichtet. Auf der Bridge of Divie quert die A940 bei Edinkillie den Fluss. Wenige hundert Meter vor der Mündung überspannt die Bridge of Logie den Divie.

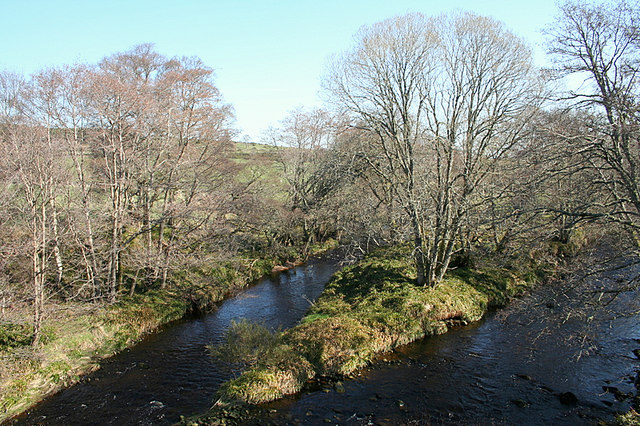
Mündung des Berry Burns (links) in den Divie von der Bantrach Bridge gesehen
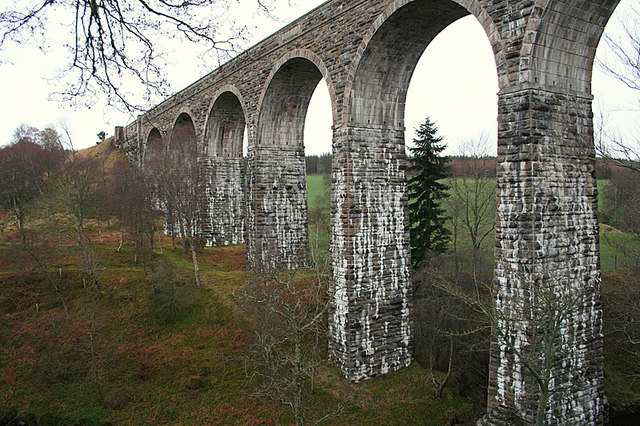
Edinkillie Railway Viaduct
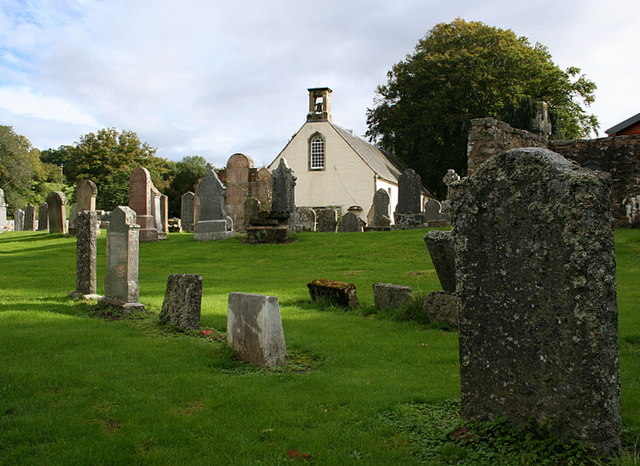
Edinkillie Parish Church